# 柳州湖南会馆
湖南会馆位于广西壮族自治区柳州市景行小学内。始建于清朝。始建于清朝。为柳州市清代商业手工业发展的一个缩影，同时建立的会馆包括粤东会馆、江西会馆、福建会馆及庐陵会馆。